# ボンバイ礁

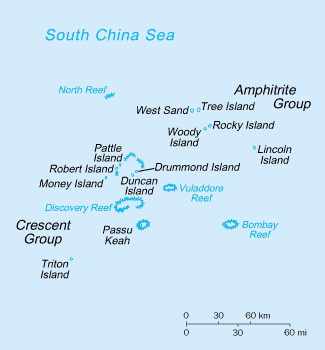
西沙諸島（パラセル諸島）
南東端がボンバイ礁

ボンバイ礁（英語: Bombay Reef、ベトナム語：Đá Bông Bay / 𥒥艽𩙻、中国語: 浪花礁）は、西沙諸島（パラセル諸島）北東部のアンフィトリテ諸島（英語: Amphitrite Group、中国語: 宣徳環礁）の最南端に位置する環礁である。

## 地理
東西の長さは10カイリ、南北の長さは3.6カイリ。環礁には4つの岩が海面上に露出しているほか、多数の難破船の残骸があるが。
中華民国（台湾）での旧名は蓬勃礁。

## 領有
この礁は中華人民共和国（中国）に実効支配されており、海南省三沙市に組み込まれている。中国はこの礁の浅瀬に灯台を建設している。一方、中華民国（台湾）とベトナムもこの礁に対して主権を主張している。